# Borșani, Bacău
Borșani este un sat în comuna Coțofănești din județul Bacău, Moldova, România. La recensământul din 2002 avea o populație de 751 locuitori.

## Personalități
- Constantin Drâmbă (1907 - 1997) astronom, matematician, academician